# Hedda Sterne
Hedda Sterne (Boekarest, 4 augustus 1910 - New York, 8 april 2011) was een Roemeens-Amerikaanse kunstenares. 

## Leven en werk

### Afkomst en opleiding
Sterne werd als Hedwig Lindenberg in een joods gezin geboren in Boekarest in 1910. Haar vader was leraar talen. Samen met haar oudere broer Edouard, die een bekend dirigent in Parijs werd, groeide ze op in een omgeving waarin het accent lag op talen en muziek.
In 1918 had ze al haar eerste kunstleraar, de Roemeense beeldhouwer Frederic Storck. Aan het einde van de jaren twintig trok ze regelmatig naar Wenen waar ze les volgde in keramiekkunst aan het Kunsthistorisches Museum. In 1929 startte ze studies kunstgeschiedenis en filosofie aan de universiteit van Boekarest. In Boekarest kwam ze ook in contact met de Roemeense surrealistische schilder Marcel Janco, een van de geestelijke vaders van het dadaïsme. Ze werkte in zijn studio en werd algauw een actief lid van de bruisende avant-garde gemeenschappen van Boekarest. Daar ontmoette ze de surrealistische en constructivistische kunstenaar Victor Brauner die een van beste vrienden en haar mentor werd. Ze pendelde regelmatig tussen Boekarest en Parijs waar ze werkzaam was in de ateliers van Fernand Léger en van André Lhote en waar ze les volgde aan de Académie de la Grande Chaumière, een befaamde kunstacademie.

### Kunststromingen
Sterne staat vooral bekend vanwege het feit dat ze, als enige vrouw, bij de abstract expressionistische kunstgroep The Irascibles zat. Bij deze groep, die bestond uit prominente kunstenaars als Jackson Pollock, Mark Rothko, Barnett Newman, Willem de Kooning en Robert Motherwell, sloot ze aan aan het einde van de jaren veertig. 
Sterne was eveneens een actief lid van de New York School, een grote groep schilders, dichters, dansers en musici werkzaam in New York tijdens de jaren vijftig en zestig die hun inspiratie zochten en vonden in het surrealisme en in de hedendaagse avant-garde kunstbewegingen van toen (action painting, abstract expressionisme, experimentele muziek, jazz ...).
De werken van Sterne kunnen worden ingedeeld bij het surrealisme en abstract expressionisme, maar ze staat er vooral bekend om afhankelijk te zijn van stromingen.

### Privéleven
In 1932 trouwde Sterne met de zakenman Friederich (Fritz) Stern (1905-1982). In 1943 ging ze een tweede huwelijk aan met de joodse Roemeens-Amerikaanse (cartoon)tekenaar Saul Steinberg (1914-1999).
- Bibliothèque nationale de France: cb133252577 (data)
- Gemeinsame Normdatei: 122910621
- International Standard Name Identifier: 0000 0003 7438 1187
- Library of Congress Control Number: n85018442
- PIC: 386780
- RKD-Nederlands Instituut voor Kunstgeschiedenis: 75119
- SNAC: w6222wck
- Système universitaire de documentation: 127442464
- Union List of Artist Names: 500007206
- Virtual International Authority File: 77208727
- WorldCat: E39PCjrYkvcw7bB93GHcQkxcrq